# Tipula (Mediotipula) brolemanni
Tipula (Mediotipula) brolemanni is een tweevleugelige uit de familie langpootmuggen (Tipulidae). De soort komt voor in het Palearctisch gebied.